# Powiat de Nowy Sącz
Le powiat de Nowy Sącz (en polonais, powiat nowosądecki) est un powiat appartenant à la voïvodie de Petite-Pologne dans le sud de la Pologne.

## Division administrative

Le powiat de Nowy Sącz comprend 16 communes (gmina) :
- 1 commune urbaine : Grybów (3);
- 4 communes urbaines-rurales : Krynica-Zdrój (7), Muszyna (11), Piwniczna-Zdrój (13) et Stary Sącz (16) ;
- 11 communes rurales : Chełmiec (1), Gródek nad Dunajcem (2), Grybów (4), Kamionka Wielka (5), Korzenna (6), Łabowa (8), Łącko (9), Łososina Dolna (10), Nawojowa (12), Podegrodzie (14) et Rytro (15).

Nowy Sącz est une ville-powiat ; elle ne fait pas partie du powiat dont elle est la capitale.